# Reinoud II van Soissons
Reinoud II van Soissons (overleden in 1099) was van 1076 tot aan zijn dood graaf van Soissons. Hij behoorde tot het huis Normandië.

## Levensloop
Reinoud II was de oudste zoon van Willem Busac, zoon van graaf Willem I van Eu, en gravin Adelheid van Soissons.
Na de dood van zijn vader in 1076 werd Reinoud graaf van Soissons. Hij regeerde aan de zijde van zijn moeder. Over zijn regering is zo goed als niets bekend.
Waarschijnlijk bleef Reinoud ongehuwd en kinderloos. Zijn jongere broer Jan I volgde hem op.